# 1. Liga (Tschechien) 1993/94
Die Spielzeit 1993/94 war die erste reguläre Austragung der 1. Liga, der zweiten tschechischen Eishockeyspielklasse. In den Playoffs setzten sich der HC Zbrojovka Vsetín und der HC Slavia Prag durch, die sich beide für die Extraliga-Relegation qualifizierten, während der HC Přerov in die 2. Liga abstieg.

## Modus
In der Hauptrunde absolvierte jede der 14 Mannschaften insgesamt 40 Spiele. Die vier bestplatzierten Mannschaften qualifizierten sich direkt für die zweite Playoffrunde, während die Mannschaften auf den Plätzen fünf bis zwölf in der ersten Runde in die Playoffs einstiegen. Die beiden Letztplatzierten mussten gegeneinander um den Klassenerhalt antreten. Für einen Sieg erhielt jede Mannschaft zwei Punkte, bei einem Unentschieden gab es einen Punkt. Für eine Niederlage nach der regulären Spielzeit erhielt man keine Punkte.

## Hauptrunde
|     | Klub                     | Sp | S  | U  | N  | Tore    | Punkte |
| --- | ------------------------ | -- | -- | -- | -- | ------- | ------ |
| 1.  | HC Zbrojovka Vsetín      | 40 | 33 | 4  | 3  | 188:61  | 70     |
| 2.  | HC Slavia Prag           | 40 | 24 | 7  | 9  | 176:107 | 55     |
| 3.  | HC Kometa Brno           | 40 | 23 | 7  | 10 | 182:129 | 53     |
| 4.  | HC Slezan Opava          | 40 | 24 | 5  | 11 | 139:117 | 53     |
| 5.  | HC Slovan Ústí nad Labem | 40 | 18 | 9  | 13 | 121:105 | 45     |
| 6.  | TŽ Třinec                | 40 | 16 | 5  | 19 | 132:134 | 37     |
| 7.  | AZ Havířov               | 40 | 14 | 8  | 18 | 138:131 | 36     |
| 8.  | HC Prostějov             | 40 | 13 | 9  | 18 | 113:145 | 35     |
| 9.  | BK Havlíčkův Brod        | 40 | 13 | 7  | 20 | 128:172 | 33     |
| 10. | HC Baník Sokolov         | 40 | 13 | 5  | 22 | 117:159 | 31     |
| 11. | H + S Beroun HC          | 40 | 11 | 9  | 20 | 97:140  | 31     |
| 12. | HC Baník Hodonín         | 40 | 12 | 6  | 22 | 113:133 | 30     |
| 13. | HC Přerov                | 40 | 12 | 3  | 25 | 95:164  | 27     |
| 14. | VTJ Tábor                | 40 | 6  | 12 | 22 | 107:149 | 24     |

Legende zur Saisonstatistik: GP oder Sp = Spiele insgesamt; W oder S = Siege; L oder N = Niederlagen; T oder U = Unentschieden; OTS = Siege nach Verlängerung (Overtime);  OTN oder OL = Overtime-Niederlagen; SOS = Shootout-Siege; SOL oder SON = Shootout-Niederlagen; P oder Pkt = Punkte; Pct % = Siege in %; GF oder T = Tore; GA oder GT = Gegentore

## Playoffs

### Achtelfinale
- HC Slovan Ústí nad Labem – HC Baník Hodonín 2:0 (5:1, 6:0)
- TŽ Třinec – H + S Beroun HC 2:0 (4:2, 5:2)
- AZ Havířov – HC Baník Sokolov 2:1 (4:7, 6:2, 3:2)
- HC Prostějov – BK Havlíčkův Brod 0:2 (1:7, 4:6)

### Viertelfinale
- HC Zbrojovka Vsetín – BK Havlíčkův Brod 3:0 (7:1, 8:0, 9:2)
- HC Slavia Prag – AZ Havířov 3:1 (8:3, 3:4, 4:3, 4:2)
- HC Kometa Brno – TŽ Třinec 3:0 (3:0, 5:3, 4:2)
- HC Slezan Opava – HC Slovan Ústí nad Labem 1:3 (5:0, 1:2, 1:4, 1:5)

### Halbfinale
- HC Zbrojovka Vsetín – HC Slovan Ústí nad Labem 3:0 (6:0, 3:0, 3:2 n. V.)
- HC Slavia Prag – HC Kometa Brno 3:0 (3:2 n. V., 3:0, 6:3)

## Abstiegsrunde
- HC Přerov – VTJ Tábor 1:3 (1:2, 1:5, 3:2, 0:1)

## Relegation

### 1. Runde
- HC Milevsko – IHC Písek 1:0, 2:6

### 2. Runde
- VTJ Tábor – HC Milevsko 2:1 (6:1, 2:3, 3:1)

In der ersten Relegationsrunde trafen die beiden Sieger der jeweiligen 2. Liga-Staffeln gegeneinander an. Der Sieger der Best-of-Three-Serie stieg direkt in die 1. Liga auf, während der Verlierer gegen den Gewinner der Abstiegsrunde ebenfalls in einer Best-of-Three-Serie um Klassenerhalt bzw. Aufstieg antrat.